# Brabantse Pijl 2009
De 50e editie van de Brabantse Pijl vond plaats op 29 maart 2009. De wedstrijd werd gewonnen door de Fransman Anthony Geslin. In totaal wisten 102 van de 195 gestarte renners de eindstreep te bereiken.

## Uitslag
| Brabantse Pijl 2009 (193,5 km) |                   |                       |          |
| Plaats                         | Naam              | Ploeg                 | Tijd     |
| Winnaar                        | Anthony Geslin    | Française des Jeux    | 4u00'22" |
| 2                              | Jérôme Pineau     | Quick Step-Innergetic | z.t.     |
| 3                              | Fabian Wegmann    | Team Milram           | z.t.     |
| 4                              | Björn Leukemans   | Vacansoleil           | z.t.     |
| 5                              | Karsten Kroon     | Team Saxo Bank        | z.t.     |
| 6                              | Frederik Willems  | Liquigas              | + 3"     |
| 7                              | Xavier Florencio  | Cervélo TestTeam      | z.t.     |
| 8                              | Christian Knees   | Team Milram           | + 7"     |
| 9                              | Philippe Gilbert  | Silence-Lotto         | + 20"    |
| 10                             | Benoît Vaugrenard | Française des Jeux    | z.t.     |

1961 · 1962 · 1963 · 1964 · 1965 · 1966 · 1967 · 1968 · 1969 · 1970 · 1971 · 1972 · 1973 · 1974 · 1975 · 1976 · 1977 · 1978 · 1979 · 1980 · 1981 · 1982 · 1983 · 1984 · 1985 · 1986 · 1987 · 1988 · 1989 · 1990 · 1991 · 1992 · 1993 · 1994 · 1995 · 1996 · 1997 · 1998 · 1999 · 2000 · 2001 · 2002 · 2003 · 2004 · 2005 · 2006 · 2007 · 2008 · 2009 · 2010 · 2011 · 2012 · 2013 · 2014 · 2015 · 2016 · 2017 · 2018 · 2019 · 2020 · 2021 · 2022 · 2023 · 2024